# Tom Amandes
Thomas „Tom“ Amandes (* 9. März 1959 in Richmond, Illinois) ist ein US-amerikanischer Schauspieler.

## Leben
Tom Amandes wurde im März 1959 in Richmond im US-Bundesstaat Illinois geboren. Nachdem er an der DePaul University seinen Universitätsabschluss gemacht hatte, begann er mit dem Schauspielern. Eine seiner wichtigsten Rollen war 1993 die des Eliot Ness in der Serie Die Unbestechlichen. 1996 spielte er in dem Film Tödliche Weihnachten den Mann von Geena Davis und 1998 in dem Film Der beste Vater der Welt den Vater von Emily und Tess Tyler (Mary-Kate und Ashley Olsen). Eine kleine Nebenrolle spielte Amandes in der Folge Der Spaßvogel von King of Queens neben Leah Remini und Kevin James als Dougs Boss Les Fisker.
Von 1999 bis 2002 hatte er eine wiederkehrende Rolle in der Serie JAG – Im Auftrag der Ehre als U-Boot Captain Commander Flagler. Andere Fernsehauftritte hatte er von 2001 bis 2002 in 4 Episoden in der wiederkehrenden Rolle des Dr. Thomas Reed in The Guardian – Retter mit Herz. Von 2002 bis 2006 spielte er die Rolle des Dr. Harold Abbott in der Fernsehserie Everwood. Daneben war er in einer Hauptrolle als Rechtsanwalts Martin Posner in der Serie Eli Stone zu sehen.
Amandes ist in dritter Ehe mit der Schauspielerin Nancy Everhard verheiratet. Sie haben drei gemeinsame Kinder und leben in Los Angeles, Kalifornien.

## Filmografie
- 1992: Sag’s offen, Shirlee (Straight Talk)
- 1993–1994: Die Unbestechlichen (The Untouchables, Fernsehserie, 44 Episoden)
- 1994: Murphy Brown (Fernsehserie, Episode 7x02)
- 1994: Roseanne (Fernsehserie, Episode 7x11)
- 1995: Ein Strauß Töchter (Sisters, Fernsehserie, 2 Episoden)
- 1995: Tod im Schlafzimmer (If Someone Had Known, Fernsehfilm)
- 1996: Tödliche Weihnachten (The Long Kiss Goodnight)
- 1996–1997: Ein Wink des Himmels (Promised Land, Fernsehserie, 2 Episoden)
- 1998: From the Earth to the Moon (Miniserie)
- 1998: Der beste Vater der Welt (Billboard Dad)
- 1998: Seven Days – Das Tor zur Zeit (Seven Days, Fernsehserie, 2 Episoden)
- 1998: Emergency Room – Die Notaufnahme (ER, Fernsehserie, Episode 5x10)
- 1999: Just Shoot Me – Redaktion durchgeknipst (Just Shoot Me!, Fernsehserie, Episode 3x13)
- 1999: Brokedown Palace
- 1999–2002: JAG – Im Auftrag der Ehre (JAG, Fernsehserie, 3 Episoden)
- 2000: King of Queens (The King of Queens, Fernsehserie, Episode 3x02)
- 2000: Practice – Die Anwälte (The Practice, Fernsehserie, Episode 5x04)
- 2001: New York Cops – NYPD Blue (NYPD Blue, Fernsehserie, Episode 8x06)
- 2001: Keine Angst vor Halloween (When Good Ghouls Go Bad, Fernsehfilm)
- 2001: Chaos City (Spin City, Fernsehserie, 3 Episoden)
- 2001–2002: The Guardian – Retter mit Herz (The Guardian, Fernsehserie, 3 Episoden)
- 2002: Live aus Bagdad
- 2002–2006: Everwood (Fernsehserie, 89 Episoden)
- 2006: Bonneville
- 2006: Numbers – Die Logik des Verbrechens (NUMB3RS, Fernsehserie, Episode 3x10)
- 2007: Lass es, Larry! (Curb Your Enthusiasm, Fernsehserie, Episode 6x04)
- 2008: Private Practice (Fernsehserie, Episode 2x02)
- 2008: The Riches (Fernsehserie, Episode 2x03)
- 2008: Boston Legal (Fernsehserie, 2 Episoden)
- 2008–2009: Eli Stone (Fernsehserie, 11 Episoden)
- 2009: Greek (Fernsehserie, Episode 3x02)
- 2009: Grey’s Anatomy (Fernsehserie, Episode 6x04)
- 2009: Eastwick (Fernsehserie, 2 Episoden)
- 2010: Big Love (Fernsehserie, 3 Episoden)
- 2010: My Superhero Family (No Ordinary Family, Fernsehserie, Episode 1x01)
- 2010–2011: Parenthood (Fernsehserie, 6 Episoden)
- 2011: Leverage (Fernsehserie, Episode 4x10)
- 2012–2014, 2018: Scandal (Fernsehserie, 7 Episoden)
- 2013: Castle (Fernsehserie, Episode 6x04 Der größte Fan)
- 2016: Arrow (Fernsehserie, 4 Episoden)
- 2016: The Magicians (Fernsehserie, 1 Episode)